# Rodney Hall
Rodney Hall   (Solihull, 18 de novembre de 1935) és un escriptor australià. Emigra a Austràlia. Autor de reputació internacional. Ha publicat als Estats Units, al Regne Unit, a Austràlia i al Canadà, i les seves obres han estat traduïdes en alemany, francès, danès, suec, i aviat també en espanyol, portuguès, xinès i coreà. Ha publicat onze novel·les, dotze poemaris, dues biografies, els textos de tres llibres de fotografia, a més d'un llibre de viatges sobre Austràlia, un llibret i una obra de teatre, A Return to the Brink. Ha editat sis antologies. La seva obra principal és un conjunt de set novel·les (septologia) que narren una història metafòrica d'Austràlia. Ha estat guardonat amb diversos premis.